# Ritterschaftsrat
Der Ritterschaftsrat war ein einflussreicher Wahlbeamter eines Ritterschaftlichen Kreditinstituts im ostelbischen Raum.

## Zuständigkeiten

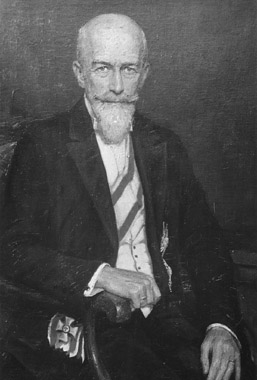
Bernd von Arnim. Gutsherr, Marine-Offizier, Ritterschaftsrat, preußischer Landwirtschaftsminister

Der Zuständigkeitsbereich des Ritterschaftsrates galt für zwei preußische Landkreise, im Einzelfall bis zu drei Verwaltungseinheiten und weiteren Exklaven, zusammengefasst Department genannt. Er war in der Funktion eingebunden in einer gesonderten Verwaltungsstruktur seines Kreditinstituts, mit Rechenschaft gegenüber dem Hauptritterschaftsdirektor, dessen Stellung wiederum über der eines Landesdirektors rangierte und dem Königlichen Kommissarius unterstand, in der Person des Ministers für Landwirtschaft, Domänen und Forsten. Kommissare waren in der Frühzeit der Kreditinstitute u. a. die Minister Friedrich Christoph von Görne, Otto von Voß-Buch und Großkanzler Graf Carmer.
Namhaftester Ritterschaftsrat war Gebhard Leberecht von Blücher. Wenig bekannt geworden sind Friedrich Ludwig Baron von Vernezobre-Hohenfinow und Bernhard Gottlieb von Enckevort
Für die Wahl und damit die Bestimmung eines Ritterschaftsrates zuständig zeichneten die Gutsbesitzer der jeweiligen Region. Neben der Wahl wurden zweimal im Jahr ritterschaftliche Kreisversammlungen abgehalten. Diese unterstanden dem Engeren Ausschuss, zur regelmäßigen Vertretung der zum Kreditwerk verbundenen Gutsbesitzer. Hier lag bis Mitte des 19. Jahrhunderts die Aufgabe zur Bewilligung der Pfandbriefdarlehen und diente nächstdem der Kontrolle durch die Hauptritterschaftsdirektion. Nachfolgend wurde die Generalversammlung als Instanz eingerichtet, u. a. mit den Depurtierten der Kreise. Neben der Pfandbrief-Ausgabe-und Kündigung oblag es dem regionalen Rat die Einleitung der Zwangsverwaltung eines Gutes. Die Zwangsversteigerung eines Betriebes wurde übergeordnet Sache des Instituts.
Mehrfach haben Vater und Sohn die Aufgabe wahrgenommen und die Wahl zum Rat angenommen, so u. a. bei der Familie von Cranach auf Kraazen, und bei August Freiherr von Rheinbaben-Fritzschendorf und seinem Sohn Wilhelm Freiherr von Rheinbaben. Dies betrifft ebenso den in den sächsischen Adelsstand nobilitierten Carl von Berndt-Komptendorf und seinem Sohn Alfred von Berndt-Komptendorf. Auch sind Wiederwahlen nach der zumindest in der Kur- und Neumark festgelegten Laufzeit von sechs Jahren konstatierbar. Vereinzelt wurden Departments über eine Wahlperiode durch mehrere Räte vertreten. Anfang des 19. Jahrhunderts betreute der Ritterschaftsrat Ernst Friedrich von Seydlitz auf Wahlsdorf ein Department ohne seinen Heimatkreis Jüterbog-Luckenwalde; er hinterließ eine Kultur-Stiftung, dessen Wirkung über Jahrzehnte bekannt blieb. Für den Bereich Westpreußen ist zeitgleich ein festes Gehalt des Ritterschaftsrates dokumentiert.

## 19. Jahrhundert
Einer der wenigen Vertreter des Hochadels als Rat, hier betitelt mit Ritterschaftlicher Commissarius, war um 1830 Heinrich Fürst (Prinz) LX. Reuss auf Klemzig, zugleich Deputierter der neumärkischen Ritterschaft. Der Gutsherr und Ritterschaftsrat Karl Gottlob Boguslav von Zychlinsky war zeitgleich General-Direktor der Neumärkischen Land-und Feuer-Socität. Der Vetter Johann Carl von Zychlinski-Bielsko war zuvor ebenfalls Rat. Gustav sen. Freiherr von Gagern war Major und Johanniterritter, er hatte sein Hauptgut als Lehensberechtigter in Frankenthal bei Samtens auf Rügen, wurde dennoch durch seinen neumärkischen Besitz Rehdorf Ritterschaftsrat. Der Ritterschaftsrat Constantin von Dewitz wurde Mitbegründer der Preußischen National-Hypotheken-Kreditgesellschaft in Stettin.
Ab 1860 stieg mit dem Schuldenzuwachs der bepfandbrieften Besitzungen mit Rittergutsqualität die Bedeutung der Räte. Mit Friedrich Pappritz-Radach wurde früh ein bürgerlicher Grundbesitzer Ritterschaftsrat, sein spät nobilitierter Enkel Kurt von Pappritz dann Ritterschaftsdirektor. Der Rat und Provinzial-Feuersozietäts-Direktor Adolf von Köhne–Deminski wurde 1841 nobilitiert. Ebenfalls dem jüngeren Briefadel zugehörig war der neumärkische Rat Wilhelm von Pape.  Der Ritterschaftsrat Hans Heinrich Hermann Steinhausen lebte in Berlin, ihm gehörte das kleine Gut Streganz in der Nähe der Großstadt. Im Berliner Vorort Osdorf war der Rat Leopold Baron von Witten, Ritter des St. Johanniter-Ordens, Erb- und Gerichtsherr.
Ritterschaftsräte waren später zumeist ausgebildete Land- oder Forstwirte wie Eberhard von Grünberg-Bruchhof, Juristen mit Grundbesitz, wie u. a.  Achatz von Waldow, Friedrich von Wedell-Malchow oder regionale Politiker wie Ernst von Wangenheim, der im Preußischen Landtag saß. Der Jurist Diederich von Mecklenburg wurde 1886 als Landrat direkt in die Rostocker Hauptdirektion bestimmt, ohne Rat oder Direktor zu sein. Vertreter des Kreisdirektors in Mecklenburg war das älteste Mitglied der regionalen Ritterschaftsversammlung. Der Ritterschaftsrat in Mecklenburg nannte sich Kreisdirektor. Ab 1909 war es dem regional zuständigen Kreisdirektor des Mecklenburgischen Kreditvereins gestattet den Hauptritterschaftsdirektor bei dessen Verhinderung zu vertreten.

## 20. Jahrhundert
Es gab bei der Pfandbriefvergabe auf Grundlage eines Agrakredites keinen Statusbezug bezüglich Eigenbetrieb, Schulzenlehen, konventionellem Allodgut oder Familienfideikommiss, später bei Großbetrieben oftmals nach 1928 in einen Schutzforst (Waldgut) umbestimmt. Nicht unterstützt wurden Grundstücke im Besitz von Aktiengesellschaften.
Dr. jur. Fritz von Rochow-Plessow stand einem brandenburgischen Departement mit vier Landkreisen vor, ein Novum. Im Preußischen Herrenhaus saß zu dieser Zeit der Rat Gebhard von Knebel Doeberitz. Karl von Grolman-Gosda wurde etwa zeitgleich Rat für den Kreis Cottbus. Mitglied der DNVP war der Rat Karl von Stünzner-Karbe, Mitglied der NSDAP wurde nach seiner Wahl zum Ritterschaftsrat Hans von Rochow-Stülpe. Zuweilen erscheint in den 1920er Jahren die Begrifflichkeit eines Ritterschaftskommissars und in der NS-Zeit für Brandenburg die eines Landschaftsrates. In Schlesien galt mit der frühen Gründung der Schlesischen Landschaft durchweg diese Anrede und entspricht in den Aufgaben die eines Ritterschaftsrates. 
Die Wahl 1928 des Hans-Henning von Gersdorff-Cunersdorf (1886–1965) ist die letztbekannte Berufung eines Ritterschaftsrates.